# 肯特 (明尼蘇達州)
肯特（英語：Kent）是一個位於美國明尼蘇達州威爾金縣的城市。

## 歷史
肯特的郵局自1888年營運至今。此地由鐵路公司所命名。

## 人口
根據2020年美國人口普查的數據，肯特的面積為0.619平方千米，皆為陸地。當地共有人口65人，而人口密度為每平方千米105人。